# 2022年4月

## 4月1日
- 已暂停两年的欧盟-中国领导人峰会以线上形式再次举行，中国总理李克强和国家主席习近平先后同欧盟委员会主席乌尔苏拉·冯德莱恩和欧盟理事会主席夏尔·米歇尔举行了视频会谈[1]。

## 4月2日
- 瑙魯報告了两例COVID-19病例，是该国首次出现COVID-19疫情[2]。

## 4月3日
- 匈牙利总理欧尔班·维克托领衔的青民盟赢得2022年议会选举。[3][4]
- 现任塞尔维亚总统亚历山大·武契奇赢得2022年塞尔维亚大选，其所在前进党维持国民议会相对多数席位。[5]
- 巴基斯坦宣布解散国会并解除总理伊姆兰·汗的职务，但将留任总理直到看守总理选出。[6]
- 第64届格莱美奖颁奖典礼在内华达州拉斯维加斯米高梅大花园竞技场举行，乔恩·巴蒂斯特（英语：Jon Batiste）凭借5项大奖领跑。[7]

## 4月4日
- 斯里兰卡因经济危机引发全国大规模示威后，戈塔巴雅·拉贾帕克萨政府内阁的26位部长全数辞职[8]。
- 香港现任特首林郑月娥宣布不参加下届特首选举[9]。

## 4月5日
- 秘鲁多地爆发示威活动，秘鲁总统佩德罗·卡斯蒂略宣布首都利马等地实施宵禁[10]。
- 杂志公布2022年全球富豪榜，特斯拉、SpaceX创办人埃隆·马斯克以2190亿美元的资产成为全球首富[11]。

## 4月6日
- 在缺席审判下，布基纳法索前总统因涉嫌参与暗杀该国首任总统托马斯·桑卡拉而被军事法庭判处无期徒刑，其出庭同僚分别获刑三年至二十年不等。[12]
- 针对乌克兰布查大屠杀，聯合國大會第十一屆緊急特別會議以93票赞成、24票反对、58票弃权通过第ES-11/3號決議，暂停俄罗斯在联合国人权理事会的会籍。[13]

## 4月7日
- 中國與紐西蘭自貿協定《升級議定書》正式生效。[14]
- 巴基斯坦最高法院裁定总统解散国民议会的决定无效。[15]
- 凯坦吉·布朗·杰克森获美国参议院确认为首任非裔女性大法官，将于今年夏季接任斯蒂芬·布雷耶。[16]
- 也门总统阿卜杜拉布·曼苏尔·哈迪在沙特阿拉伯首都利雅得宣布将总统权力移交给新成立的总统职权委员会（英语：Presidential Leadership Council），并解除副总统阿里·穆赫辛·艾哈迈尔（英语：Ali Mohsen al-Ahmar）的职务。[17][18]
- 白俄罗斯语维基百科编辑帕维尔·佩尔尼考被白俄罗斯当局以“贬损白俄罗斯共和国罪”判处两年监禁。[19][20]

## 4月8日
- 乌克兰克拉馬托爾斯克一座火车站遭导弹袭击，至少50人死亡，87人受伤。[21]
- 受亚热带低压伊萨影响，南非夸祖魯-納塔爾省发生大洪水，至少300人死亡。[22]
- 华纳媒体与探索公司完成合并，正式成立新公司华纳兄弟探索。[23]

## 4月9日
- 巴基斯坦國會通過對政府的不信任動議，總理伊姆蘭·汗被罷免，是首位被國會罷免的巴基斯坦總理。[24]

## 4月11日
- 巴基斯坦国民议会召开会议举行新总理选举，夏巴兹·谢里夫成为巴基斯坦新一任总理[25]。同时，巴基斯坦多地爆发反对伊姆兰·汗被罢职的抗议。[26]

## 4月12日
- 纽约地铁BMT第四大道线36街車站爆发枪击案，29人受伤。[27]
- 朝鲜民主主义人民共和国第32届四月之春友谊艺术节开幕。[28]

## 4月13日
- 马来西亚联邦法院对华裔女性沈可婷撞死“蚊型脚车”少年案作出最终裁决，改判沈可婷6年监禁，即时服刑。[29]

## 4月14日
- 俄罗斯海军黑海舰队旗舰莫斯科號导弹巡洋艦在乌克兰外海爆炸后沉没。乌克兰称其被海王星导弹击沉，而俄方则表示该舰发生火警导致大破。[30][31]
- 熱帶風暴鮎魚在菲律宾引发洪水及山体滑坡，至少115人死亡。[32]
- 2019冠狀病毒病全球確診病例超過五億人[33]。

## 4月15日
- 由於丹麥極右及反穆斯林政黨「强硬路线」在瑞典多地舉行集會及號召焚燒可蘭經，瑞典各城市一連多日爆發騷亂。[34]

## 4月16日
- 神舟十三号航天员王亚平、叶光富、翟志刚完成为期183天的太空任务，在中国内蒙古阿拉善盟额济纳旗赛汉陶来苏木东风着陆场着陆。[35]
- 日本防卫省在一份报告中表示该国战机2021年紧急升空拦截外国飞机共1004次，其中针对中国军机的次数最多，达722次。[36]
- 俄罗斯宣布制裁首相鲍里斯·约翰逊、外交大臣伊丽莎白·特拉斯、前首相特蕾莎·梅等11名英国高级官员。[37]

## 4月18日
- 土耳其动用大规模军事力量跨境打击伊拉克北部的库尔德武装分子[38]。
- 顿巴斯战役开始打响[39]。

## 4月19日
- 於2022年東帝汶總統選舉第二輪投票中，若澤·拉莫斯·奧爾塔以62.09%的得票率擊敗現總統弗朗西斯科·古特雷斯。[40]

## 4月20日
- 所罗门群岛与中国正式签署警务合作备忘录。内容表示所罗门群岛可以在维持秩序、救灾等方面请求中国的援助。[41][42][43]
- 中国民航局公布中国东方航空5735号班机空难调查初步报告的情况通报。[44]

## 4月21日
- 浙江省宁波市中级人民法院对宁波工程学院外教杀人案作出宣判，判处美国非裔外教沙迪德·阿卜杜梅亭死刑。[45]
- 欧美多国出现逾百例不明病因儿童急性肝炎病例，可能与腺病毒感染有关[46]。

## 4月23日
- 日本观光船“河津一号”（KAZU 1）在北海道东北部知床半岛近海沉船，26名乘客有16人失踪。[47]

## 4月24日
- 2022年法国总统选举第二轮投票举行，埃马纽埃尔·马克龙击败玛丽娜·勒庞，当选第26任法国总统。[48]
- 2022年斯洛文尼亚议会选举投票。[49]
- 巴黎圣日耳曼提前四轮夺得2021年至2022年法國足球甲級聯賽冠军。[50]
- 拜仁慕尼黑提前三轮夺得2021年至2022年德国足球甲级联赛冠军，完成联赛十连冠。[51]

## 4月25日
- 澳門內港碼頭近十六浦對開海面有多艘漁船連環大火，期間有漁船發生多次爆炸並波及其他漁船。珠海及澳門兩地政府跨部門派出船隻協助救援。[52]大火於晚上10時許受控，期間發生6次爆炸，至少6艘漁船嚴重燒毀，事件中無人受傷。[53]
- 伊隆·马斯克以440亿美元全资收购Twitter。[54]
- 朝鲜举行朝鲜人民军建军90周年阅兵式。[55]

## 4月26日
- 位于巴基斯坦信德省的卡拉奇大学发生针对孔子学院中国人的恐怖袭击，俾路支解放军宣布对此事负责。[56]

## 4月27日
- 美國眾議院在394票讚成，3票反對下通過共和黨提出的《關於評估習近平如何干預和妨礙美國對俄羅斯制裁的法案》(英語：Assessing Xi's Interference and Subversion Act)，英文簡稱為"AXIS Act"，即為《軸心法》。[57]

## 4月28日
- 议会2月通过对政府的不信任动议，时任副总理德里坦·阿巴佐维奇被选为新任总理。[58]

## 4月29日
- 湖南省长沙市望城区雷锋大道发生一起建筑垮塌事故。该建筑位于长沙医学院北门附近，为6层半砖混结构，建筑面积约800平方米，1楼为小吃店、2楼为饭店、3楼为私人影院、4-6楼为家庭旅馆，6楼以上阁楼为自住房。目前消防、应急等部门工作人员已紧急赶赴现场进行救援，具体伤亡情况正在调查中，已陆续有伤员救出。[59]

## 4月30日
- 皇家马德里提前四轮夺得2021–22赛季西班牙足球甲级联赛冠军。[60]
- 从4月底开始，刚果（金）东北部的冲突不断升级[61]。